# Dacia Sandero I
Dacia Sandero este un autoturism de tip hatchback cu 5 uși, fabricat de uzina Dacia la Mioveni începând din octombrie 2007. Sandero a fost lansat oficial pe piața românească pe 3 iunie 2008, în cadrul unei ceremonii la World Trade Plaza la un preț care nu va depăși 9.500 de euro pentru cea mai echipată versiune, iar de-a lungul timpului s-a demarat comercializarea modelului în majoritatea țărilor europene. Sandero este și primul model care poartă noua siglă a companiei Dacia.